# Inés Puyó
Inés Puyó (9 décembre 1906 à Santiago du Chili - 21 mars 1996 à Santiago du Chili) est une artiste peintre figurative chilienne.

## Biographie
Inés Puyó naît dans une famille de dix enfants. En 1927 et 1928 elle reçoit à l'École des beaux-arts de Santiago l'enseignement de Juan Francisco González et de Ricardo Richon Brunet. Une bourse gouvernementale lui permet en 1930 de partir à Paris et de poursuivre ses études à l'Académie scandinave, rue Jules Chaplain, où elle suit les cours d'Othon Friesz, Henry de Waroquier et André Lhote. Elle expose alors au Salon d'automne et au Salon des indépendants. 
Inés Puyó étudie ensuite dans les années 1930 à New York à l'école d'art fondée par Amédée Ozenfant. De retour au Chili, elle obtient en 1939 le premier prix de peinture au Salón Oficial de Santiago. De 1950 à 1960 elle est professeur dans la technique des émaux à l'institut chilien-italien puis se perfectionne en Italie. Elle participe en 1951 à la première Biennale d'art moderne de São Paulo.
En 1969, après l'incendie de l'école des beaux-arts de Santiago, Inés Puyó ouvre l'aile dont elle avait héritée de la vaste maison que son père Luis Puyó Medina, docteur, et sa mère Carmela León Luco, avaient fait construire entre 1903 et 1910 par l'architecte Emilio Jequier, aux peintres privés de leurs ateliers et à de plus jeunes artistes, la transformant en centre artistique (Monjitas, Talleres 619) 
En 1983 elle devient membre de l'Académie des beaux-arts du Chili et reçoit en 1984 la décoration Gabriela Mistral.

## Œuvres dans les collections publiques
- Musée national des Beaux-Arts du Chili

Paisaje, 1954, huile sur toile, 56 × 46 cm
Niña de Campo, huile sur toile, 46 x 38 cm
Figura, huile sur toile, 40 x 32 cm
Parque Forestal, 1965, huile sur toile, 72 x 92 cm
- Musée d'art contemporain de l'Université du Chili, Santiago

Naturaleza Muerta, huile sur toile, 73 x 62 cm
Maternidad, huile sur toile
- Pinacothèque de l'Université de  Concepción

Parque Forestal, huile sur toile, 100 x 73 cm
- Museo regional de Magallanes

Flores, huile sur toile, 50 x 75 cm
- Musée municipal des beaux-arts de Viña del Mar

Naturaleza Muerta, 1949, huile sur toile, 48 x 60 cm
- Musée O'Higginiano et des Beaux-arts de Talca

- Musée d'art et d'artisanat de Linares

## Prix
- 1939 : Premier prix de peinture, Salón Oficial, Santiago
- 1941 : Prix d'honneur Certamen Edwards, Salón Oficial, Santiago
- 1946 : Premier prix de peinture, Salón Oficial, Santiago
- 1953 : Second prix des Arts appliqués, Salón Oficial, Santiago
- 1954 : Prix d'honneur, Salón Oficial, Santiago
- 1954 : Prix du Cercle des critiques d'art, Santiago
- 1957 : Premier prix des Arts appliqués, Salón Oficial, Santiago
- 1957 : Prix d'acquisition, Salón de Verano de Viña del Mar
- 1963 : Prix d'acquisition, Salón de Verano de Viña del Mar
- 1964 : Premier prix des Arts appliqués, Salón Oficial, Santiago
- 1965 : Prix de peinture Juan Francisco González de Pintura, Salón de Verano, Viña del Mar
- 1978 : Prix du Cercle des critiques d'art, Santiago

## Expositions personnelles
- 1948 : Sala del Pacífico, Santiago
- 1954 : Sala del Banco de Chile, Santiago
- 1963 : Galería Bolt, Santiago
- 1974 : Casa de la Cultura, Sala de Exposiciones del Ministerio de Educación. Santiago (catalogue, texte de Victor Carvacho Herrera)
- 1978 : Museo de Arte Contemporáneo, Universidad de Chile, Santiago (exposition rétrospective, catalogue, texte de Victor Carvacho Herrera)
- 1986 : Galería La Fachada, Santiago (catalogue)
- 1988 : Sala Universitaria, Concepción
- 1989 : Galería de L' Arte, Talca
- 1990 : Hotel O'Higgins, Viña del Mar
- 1992 : Los Arcos de Bellavista, Santiago

## Expositions collectives

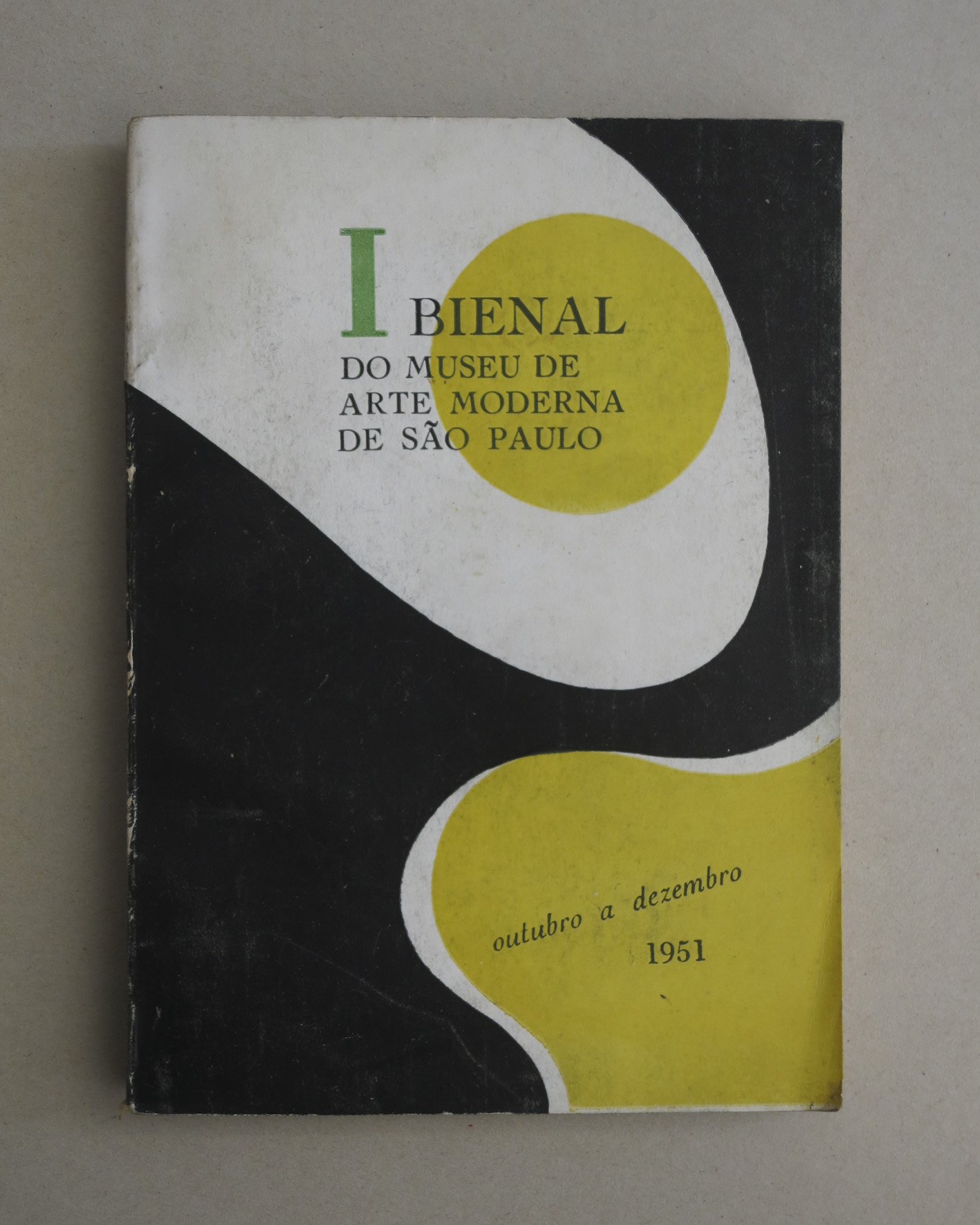
Catalogue de la 1re Biennale de São Paulo, 1951

Ines Puyó a participé à de nombreuses expositions collectives de peinture chilienne au Chili (de 1954 à 1994), en Argentine (1940, 1953), aux États-Unis (1942, 1956, 1978, 1991, 1995, 2000, 2004), en Uruguay (1946), au Brésil (1951), parmi lesquelles :
- 1951 : Première  Biennale d'art moderne de São Paulo, Brésil (catalogue)
- 1955 : IIIème Biennale d'art moderne de São Paulo, Brésil (catalogue)
- 1959 : Nueva Pintura y Escultura Chilena. Museo Nacional de Bellas Artes, Santiago (catalogue, texte de  Dámaso Ogaz)
- 1975 : La Mujer en el Arte. Museo Nacional de Bellas Artes, Santiago (catalogue)
- 1975 : Grupo Montparnasse 50 Años. Sala de Exposiciones Asociación de Ahorro y Préstamo Bernardo O'Higgins, Santiago (catalogue)
- 1983 : Exposición de Pintura Chilena de la Colección del Museo Nacional de Bellas Artes, Sala Matta, Santiago (catalogue)
- 1983 : Cincuenta Años de Plástica en Chile: Desde Matta hasta el presente, Instituto Cultural de Las Condes, Santiago
- 1991 : Mujeres en el Arte. Museo Nacional de Bellas Artes, Santiago (catalogue)
- 2000 : Chile Cien Años Artes Visuales: Primer Período (1900 - 1950), Modelo y Representación, Museo Nacional de Bellas Artes, Santiago (catalogue)

## Éléments de bibliographie (ordre chronologique)
: source utilisée pour la rédaction de cet article
- (es) Ars americana : Argentine, Chili, Uruguay, textes de René Huyghe, Giselda Zani, Pablo Neruda, Tomás Lago, París: Maison de l'Amerique Latine, 1946.
- (es) Naturalezas Muertas. Pintura Chilena, texte d'Enrique Solanich Sotomayor, Ministerio de  educación/casa de la cultura, Santiago, 1975.
- (es) Pintura Chilena, texte de Luis Droguett Alfaro. Ministerio de  educación/casa de la cultura, Santiago, 1976.
- (es) Antonio Romera, Historia de la Pintura Chilena, Editorial Andrés Bello, Santiago, 1976.
- (es) Victor Carvacho Herrera, Veinte Pintores Contemporáneos de Chile, Departamento de Extensión Cultural del Ministerio de Educación, Santiago, 1978.
- (es) Gasoar Galaz et Milan Ivelic, La Pintura en Chile. Desde la Colonia hasta 1981,  Ediciones. Universitarias de Valparaíso, Valparaiso, 1981.
- (es) Ricardo Bindis Fuller, La Pintura Chilena desde Gil de Castro hasta Nuestros Días, Ediciones Philips Chilena, Santiago, 1984.
- (es) Nena Ossa, La Mujer Chilena en el Arte, Editorial Lord Cochrane, Santiago, 1986.
- (es) Vicente Gesualdo, Enciclopedia del Arte en América, Ediciones Omeba, Buenos Aires, 1988.
- (es) Hernan Godoy, Imagen Femenina en las Artes Visuales en Chile, Editorial Lord Cochrane, Santiago, 1989.